# ايمانويل رويز
ايمانويل رويز (بالإسبانية: Emanuel Ruiz)‏ (7 يوليو 1978 بلوخان، مقاطعة بوينس آيرس في الأرجنتين - ) هو لاعب كرة قدم أرجنتيني في مركز الهجوم. لعب مع روزاريو سنترال.

## وصلات خارجية
- ايمانويل رويز على موقع قاعدة بيانات كرة القدم.إي يو (الإنجليزية)
- ايمانويل رويز على موقع عالم كرة القدم.نت (الإنجليزية)